# Parysatis
Parysatis, var en iransk drottning, gift med Dareios II och mor till Artaxerxes II, som är känd för att ha utövat ett starkt politiskt inflytande under sin makes och sin sons regeringstid.
Hon var illegitim dotter till Artaxerxes I och halvsyster till Xerxes II, Sogdianus och Darius II. Hon gifte sig med sin halvbror Darius II och blev med honom mor till Artaxerxes II, Kyros den yngre, prins Ostanes, prins Oxathres och prinsessan Amestris.
Parysatis skaffade sig tidigt ett brett inflytande vid hovet genom ett vittgående nätverk av spioner. Ktesias av Knidos tillhörde hennes hov.  Hon hjälpte sin make att bestiga tronen efter deras far 424 f.Kr., trots att han inte var den ursprungliga tronarvingen. Hon fungerade sedan som politisk rådgivare till Dareios under hans regeringstid. Hon blev änka 404. 
Hon stödde sin favoritson Kyros i hans försök att erövra tronen från hennes äldste son år 401. Då Kyros misslyckades och förlorade livet, lade hon skulden på politikern Tissafernes och hovtjänaren Masabates, och såg till att de båda avrättades. Även under sin son Artaxerxes II:s regeringstid fungerade hon som framstående politisk rådgivare. Hon hamnade dock i konflikt med sin svärdotter drottning Stateira I: hon försökte uppmuntra sin son att ta sig konkubiner för att underminera Stateira, som underminerade hennes anseende genom att öppet peka ut hennes politiska metoder. Slutligen lät hon förgifta Stateira. Artaxerxes II avrättade hennes tjänare Gigis, som utfört förgiftningen, och förvisade på en tid Parysatis till Babylon. Hon kunde dock återvända efter en tid och återuppta sin ställning. Hon uppmuntrade honom att gifta om sig med sina döttrar Amestris och Atossa, som hon såg som ofarliga.